# Pidonia chienhsingi
Pidonia chienhsingi là một loài bọ cánh cứng trong họ Cerambycidae.